# La Mòla de Bossòst
La Mòla de Bossòst és un molí fariner del municipi de Bossòst (Vall d'Aran) inclòs en l'Inventari del Patrimoni Arquitectònic de Catalunya.

## Descripció
La Mòla de Bossòst es troba emplaçada en el marge dret de la Garona, en l'actualitat força transformat, atès que l'indret s'ha urbanitzat i l'antic canal de derivació anomenat Garoneta fou aprofitat per instal·lar dues centrals hidroelèctriques de manera que avui queda amagat per sota del terra.

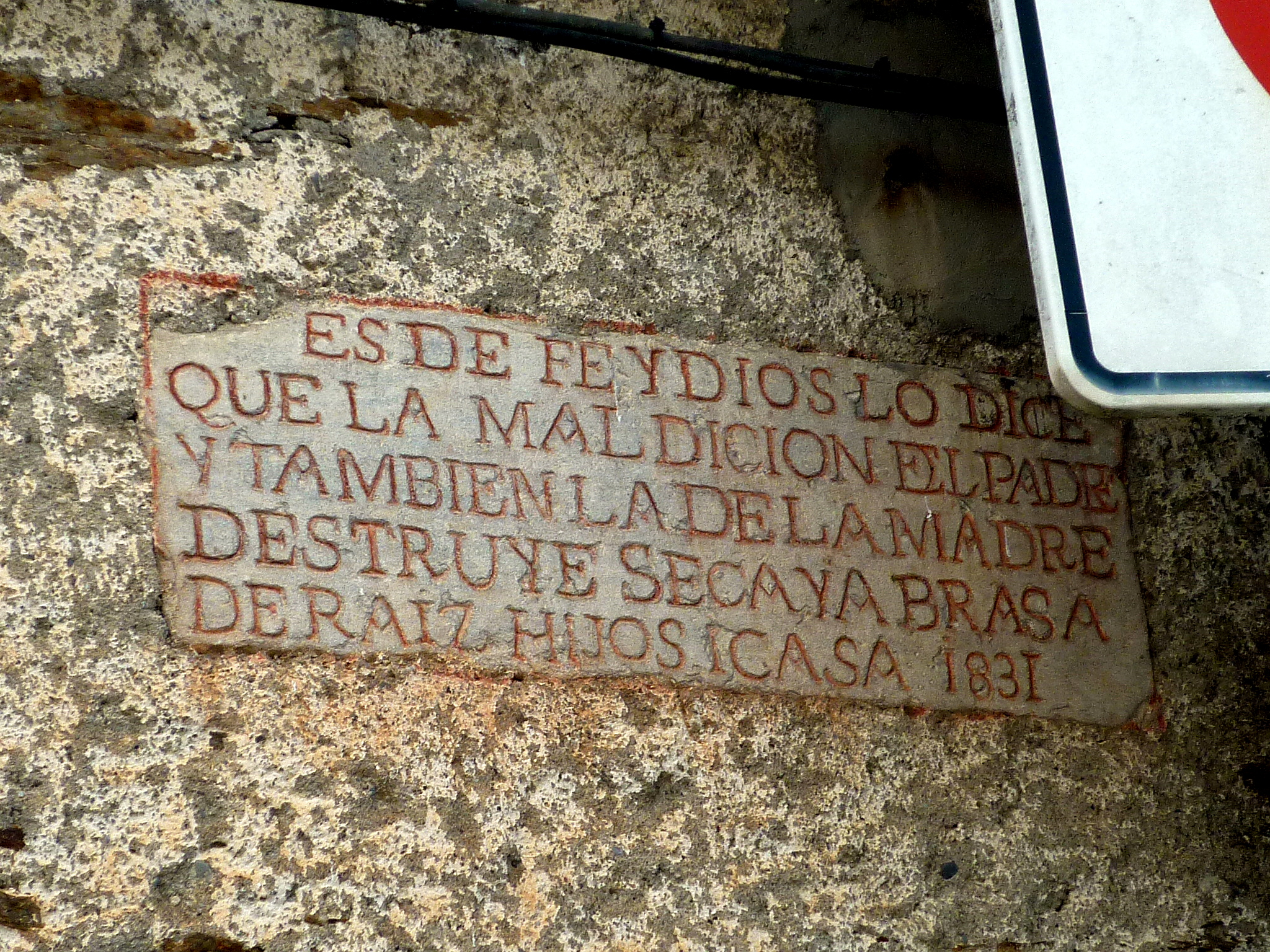
Inscripció

D'acord amb altres exemples de la vall, l'edifici bastit amb pedres planes, ben lligades i de secció quadrangular, és una mica més gran que la resta. A la façana orientada a ponent comparteixen dues portes elevades, damunt d'un banc corregut, i dels graons d'accés. El magatzem de la planta superior amb una notable "lucana" és aixoplugat per una estructura d'encavallades de fusta que suporta una teulada de quatre vessants, després de la restauració només la pala frontal manté la pissarra. Els paraments foren arrebossats i encalcinats. En el centre d'aquesta façana compareix una inscripció pintada en vermell que diu 
" Es de fe y de Dios lo dice// que la maldición del padre//y también de la madre// destruye seca y abrasa//de raíz hijos i casa 1831." 
A la llinda de la porta de dues fulles també podem llegir en lletres capitals gravades:
" En la casa que se jura no faltará desventura// este molino fué hecho en el año 1831 R[ecto]r Fran[cisco] Paba"

## Història
S.Temprado reporta uns primers contractes d'arrendament de la Mòla de Bossòst (1764,1766 en els quals hom tenia cura del manteniment, així com l'obligació de confeccionar sedassos per part del moliner. El qüestionari de Francisco de Zamora consigna vora del molí, un "ressèc" i un batà (1788). D'ençà del segle xix les activitats industrials exigiren la transformació dels molins de la Val, a càrrec de societats de veïns, com es comprova en el cas de Bossòst (" Era Mòla e Batan"); després reconvertit en Central dera Mòla per a donar llum a les mines Victòria i al poble (1926). Pascual Madoz explica que el batà (desaparegut) incloïa un molí de nous amb tintoreria per a draps ordinaris i alguns telers (1850). Altrament, l'antic "ressec" (també desaparegut, com és habitual) té la seva continuïtat en la serradora de Bersach situada uns metres més avall.